# Eršičskij rajon
Il Eršičskij rajon (in russo Ершичский район?) è un rajon dell'Oblast' di Smolensk, nella Russia europea; il capoluogo è Eršiči. Istituito nel 1929, ricopre una superficie di 1.039 chilometri quadrati e nel 2010 ospitava una popolazione di circa 8.000 abitanti.